# Gregorčičeva spominska pot
Spominska in sprehajalna pot Simona Gregorčiča ali na kratko Gregorčičeva pot je pešpot, ki je posvečena pesniku Simonu Gregorčiču.
Pot vodi od Renč do Gradišča nad Prvačino in čez Rabatovec. V teh krajih je Gregorčič preživel enaindvajset let svojega življenja. Tu je dočakal izid svoje najpomembnejše pesniške zbirke Poezije I (1882), pripravil izid ponatisa te zbirke z dodatkom (1884) ter izdal Poezije II (1888) in Poezije III (1902). Na Gradišču nad Prvačino je pisal in prevajal, maševal in kmetoval, sprejemal čestitke in se bojeval s kritiki.
Pot je uredilo in opremilo Društvo za kulturo, turizem in razvoj Renče, projekt pa podpirata Občina Renče - Vogrsko in Mestna občina Nova Gorica.
Pešpot je dolga nekaj več kot 3 kilometre, pohodno je srednje zahtevna. Z zaustavljanjem ob tablah, razglednih točkah, v Renčah in na Gradišču nad Prvačino, traja pohod približno eno uro do uro in pol v eno smer.

Mogočna nisi, ne prostorna,

in stavil te umetnik ni,

bolj kot bogata si uborna, 

preprosta selska hiša ti!

In vendar ne palač ogromnih

in njih bleskú ne bom slavil;

a tebi, dom seljakov skromnih,

nesmrten venec rad bi zvil.

Da srečno v vek si bivališče

daj Bog, ti slavnih mož rodišče,

krepostnih žen, poštenih mož;

da zibel še slavnejših boš!

(Simon Gregorčič, Kmetski hiši)

## Točke na poti
Gregorčičeva pot je opremljena z osmimi panoji (informacijskimi tablami). 
- 1. točka: Renče: Kratek življenjepis Simona Gregorčiča, ter razlogi, ki so spodbudili nastanek poti.
- 2. točka: Arčoni: Nadaljevanje biografije pesnika, ter popisan je nastanek literarnega krožka, ki se je imenoval po "goriškem slavčku".
- 3. točka: Rabatovec: Anekdota o pesnikovem pisanju verzov na roko.
- 4. točka: Gradišče nad Prvačino, ob Stari poti: Gregorčičeva odločitev za duhovniški poklic in njegova nadaljnja pot kot župnik.
- 5. točka: Gradišče nad Prvačino, pod Hribom: Slavnostna slovesnost, na kateri je Gregorčič dobil diplomo častnega občana tedanje občine Dornberk-Prvačina.
- 6. točka: Gradišče nad Prvačino v spominskem parku: Izid Gregorčičevih Poezij.
- 7. točka: Gradišče nad Prvačino, pri farovžu: Odnos Gregorčiča z ljudmi, ter o tem kako je ustanovil Pevsko in bralno društvo.
- 8. točka: Gradišče nad Prvačino, pri hrastu na Cinkovcu: Enaindvajset let, ki jih je Gregorčič preživel na Gradišču.